# Iwama
Iwama (岩間町 Iwama-machi) var en lille landsby i Nishiibaraki-distriktet i Ibaraki-præfekturet i Japan. Iwama ligger omkring 100 km nordøst for Tokyo og tæt på byen Mito. I 2003 havde byen et anslået indbyggerantal på 16.588 og en befolkningstæthed på 332,23 personer pr. km². Det totale areal er på 49,93 km².
Iwama er kendt for at have været bopæl for Morihei Ueshiba, grundlæggeren af Aikido, fra 1942 og til hans død. Hans dojo i Iwama er stadig et vigtigt sted for Aikido-udøvelse.
Iwama har også er bjerg, Atago, og har et legeområde for børn med en kæmpe rutsjebane. Atago-helligdommen er placeret på toppen af Atago.
Den 19. marts 2006 blev Iwama med Tomobe slået sammen med Kasama, og hedder nu Kasama.